# Feuerwehrmuseen in Frankfurt am Main

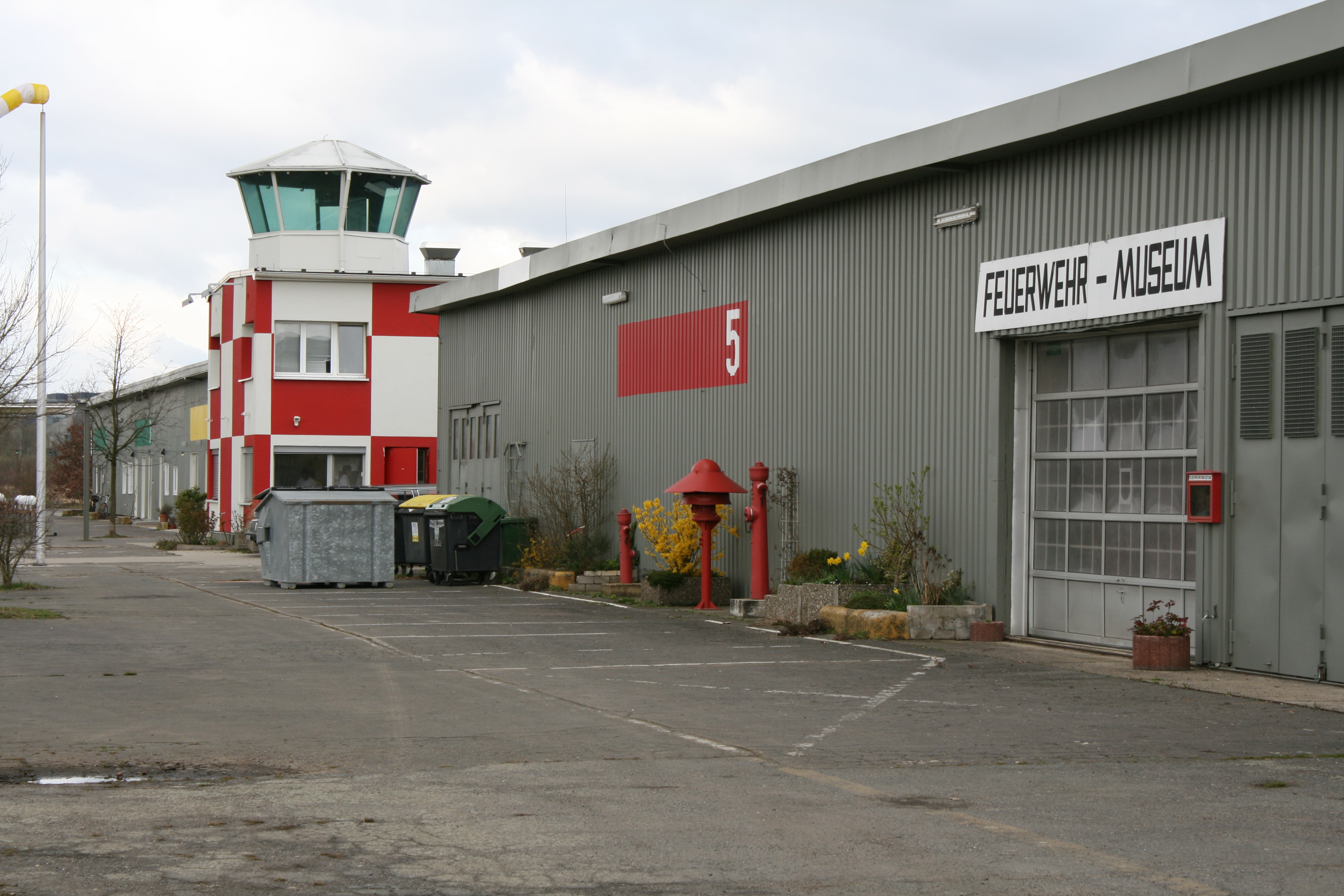
Die Halle des Feuerwehr-Museum Frankfurt (rechts) am Alten Flugplatz

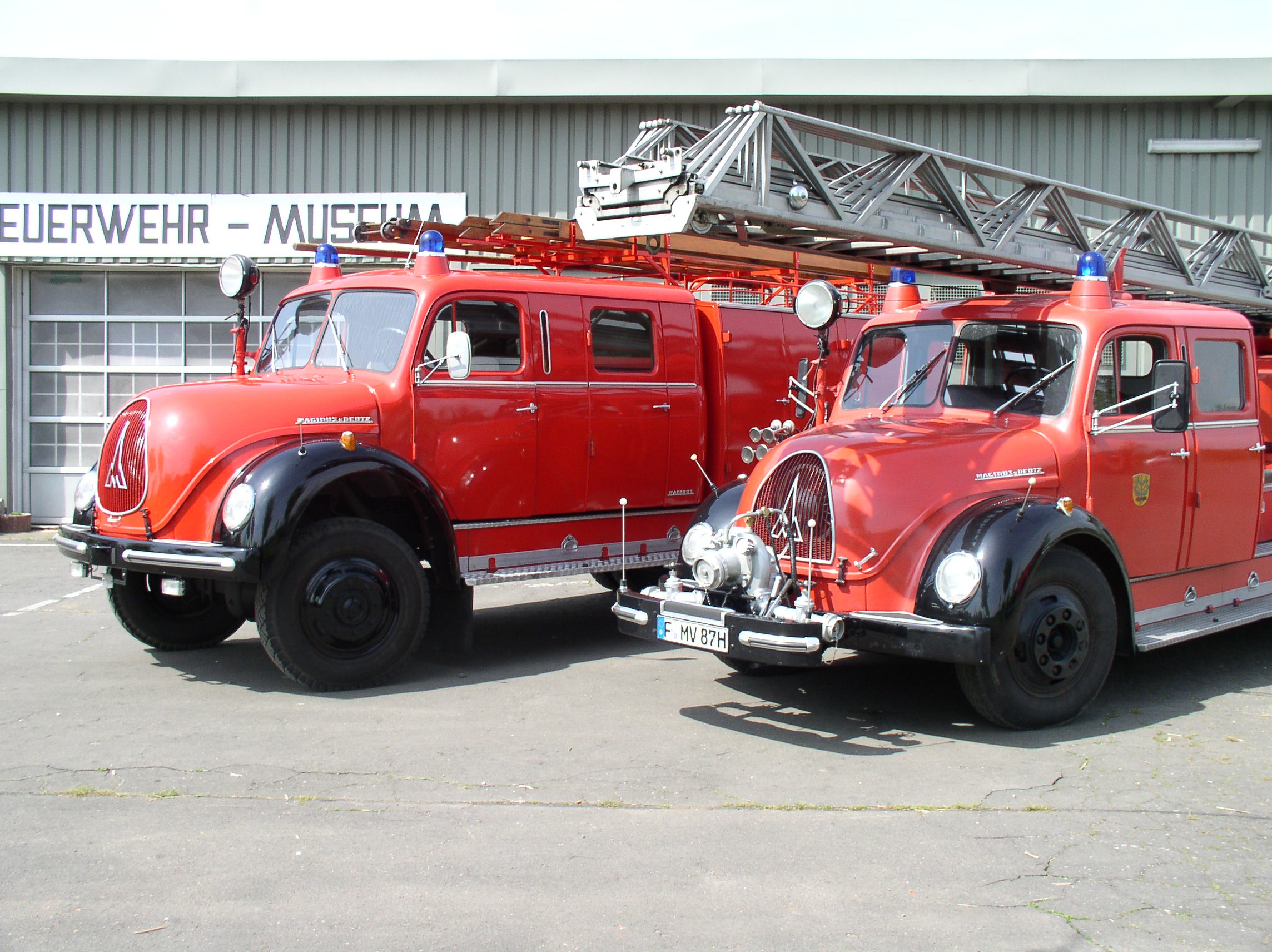
Historische Fahrzeuge des Feuerwehr-Museums Frankfurt am Alten Flugplatz (Löschgruppenfahrzeug und Drehleiter von Magirus-Deutz)

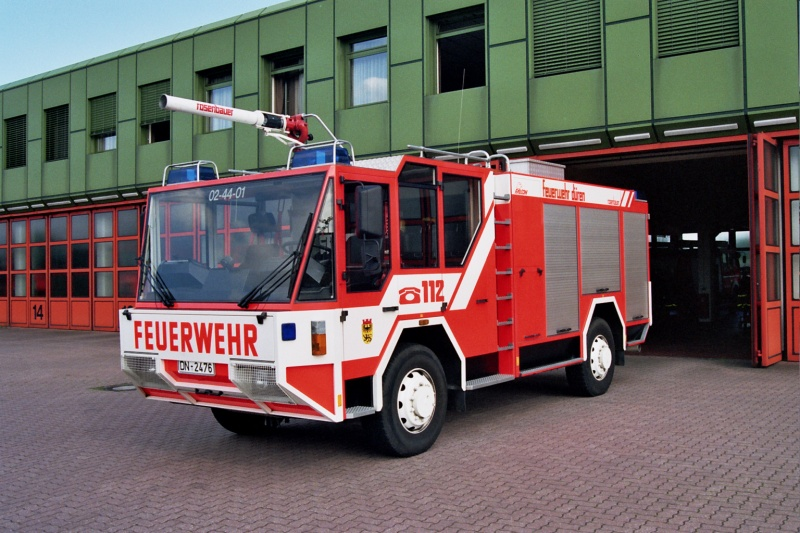
Ein Universal-Löschfahrzeug vom Typ Falcon wie das im Museum der Feuerwehr Frankfurt

In Frankfurt am Main existieren zwei Feuerwehrmuseen, die durch zwei Museumsvereine unterhalten werden: das Feuerwehr-Museum Frankfurt am Alten Flugplatz Bonames, das die Geschichte der Feuerwehr in Deutschland allgemein zum Thema hat, und das Museum über die Frankfurter Feuerwehr, dessen Thema ausschließlich die Geschichte der Frankfurter Feuerwehren ist. Beide Museen widmen sich dem Sammeln, dem Erhalt und der Ausstellung historischer Exponate, von historischen Löschfahrzeugen und Berufsausrüstungen bis zu Dokumenten der Feuerwehrgeschichte.

## Feuerwehr-Museum Frankfurt, Alter Flugplatz Bonames
Das ältere der beiden Museen befindet sich auf dem Alten Flugplatz in Bonames, einem Stadtteil im Norden von Frankfurt am Main. Träger des Feuerwehr-Museum Frankfurt ist der Feuerwehr-Museumsverein Rhein/Main e. V. Das Museum ist in den Räumen eines ehemaligen Flugplatzgebäudes des ehemaligen US-Militärflugplatzes Maurice Rose Airfield an der Nidda untergebracht. Dieser entstand in den 1950er Jahren und wurde vor allem von Hubschraubern intensiv genutzt. Als die Stadt Frankfurt am Main das Gelände 1992 erwarb, wurde als Initiative von 14 Gleichgesinnten der Museumsverein gegründet mit dem Ziel, dort Exponate des Feuerwehrwesens zu restaurieren und auszustellen. Am 26. August 2001 wurde das Museum nach vorheriger ehrenamtlicher Arbeit eröffnet.
Heute dokumentieren über 1000 Exponate in der Ausstellung die Geschichte der Feuerwehr. Die Ausstellung umfasst eine Sammlung historischer Fahrzeuge, Feuerlöscher, Handdruck-, Dampf- und Tragkraftspritzen, Uniformen und weitere Ausrüstungsgegenstände aus verschiedenen Jahrhunderten. Darunter befinden sich ein kompletter Magirus-Deutz-, ein Opel-Blitz-Löschzug, sowie ein Rüstwagen RW-SCHIENE. Außerdem verfügt der Verein über Urkunden, Dokumente und Literatur der Feuerwehrgeschichte. Im März 2004 wurde ein weiterer Ausstellungsraum über Nachrichten- und Signalmittel der Feuerwehr eröffnet. Die funktionsfähigen Fahrzeuge des Museums sind zu besonderen Anlässen auch außerhalb von Bonames zu sehen.

Beim jährlich stattfindenden Museumsfest werden auch die Fahrzeuge aus dem Depot ausgestellt.

Die Informationsschrift MuseumsPost kann als PDF-Datei kostenlos per E-Mail angefordert werden.

## Museum der Feuerwehr Frankfurt am Main
Das jüngere Museum war provisorisch in einer ehemaligen Feuerwache untergebracht. Das Museum wurde von dem am 6. Juli 2009 gegründeten Feuerwehrgeschichts- und Museumsverein Frankfurt am Main (FGMV e. V.) unterhalten und befasste sich ausschließlich mit der Frankfurter Brandschutz- und Feuerwehrgeschichte einschließlich betrieblichem Brandschutz sowie Freiwilligen Feuerwehren. Das Museum, das auch Mitglied der Arbeitsgemeinschaft der Feuerwehrmuseen (AGFM) war, besaß ein Universal-Löschfahrzeug Falcon, zwei Rüstwagen RW-Schiene (Baujahre 1970 und 1985), einen Rüstwagen RW 3-Staffel, einen Bootswagen, zwei historische Spritzen, eine Magirus-Patentleiter sowie Geräte, Uniformen und ein umfangreiches Foto- und Aktenarchiv. Vierteljährlich erscheint die Zeitschrift „Museums-Depesche“ des Feuerwehrgeschichts- und Museumsvereins jeweils mit einem Schwerpunktthema zur Geschichte der Frankfurter Feuerwehr. Die Zeitschrift kann als PDF-Datei kostenlos von der Internetseite der Frankfurter Feuerwehr heruntergeladen werden. Das Feuerwehrmuseum wurde Ende August 2024 geschlossen. Einige Jahre hatte der Feuerwehrgeschichts- und Museumsverein Frankfurt am Main e. V. (FGMV) um den Erhalt gekämpft – zunächst gab es Hoffnung, denn im Jahr 2023 hatte die BEOS AG, Eigentümerin der gemieteten Räume, ein neues Gebäude in Aussicht gestellt. Dieses hätte die Geschichte der Feuerwehr sowie des Standorts gleichermaßen zeigen und beherbergen sollen.